# تشم فاضل (مقاطعة دهلران)
تشم فاضل (بالفارسية: چم فاضل) هي قرية تقع في قسم نهرعنبر الريفي (مقاطعة دهلران) في إيران.